# Бергейк
Бергейк (нід. Bergeijk) — муніципалітет у Нідерландах, у провінції Північний Брабант.

## Населені пункти муніципалітету
Крім безпосередньо міста Бергейка до складу однойменного муніципалітету входить декілька населених пунктів, зокрема:
Села
- Люйксгестел
- Рітговен
- Вестерговен

Селища
- Валік

## Топографія
Топографічна мапа муніципалітету Бергейк, червень 2015 року.

## Визначні уродженці
- Томмі ван дер Легте (нар. 1977) — нідерландський футболіст
- Гаррі Лаврейсен (нар. 1997) — нідерландський велогонщик, дворазовий олімпійський чемпіон

## Галерея

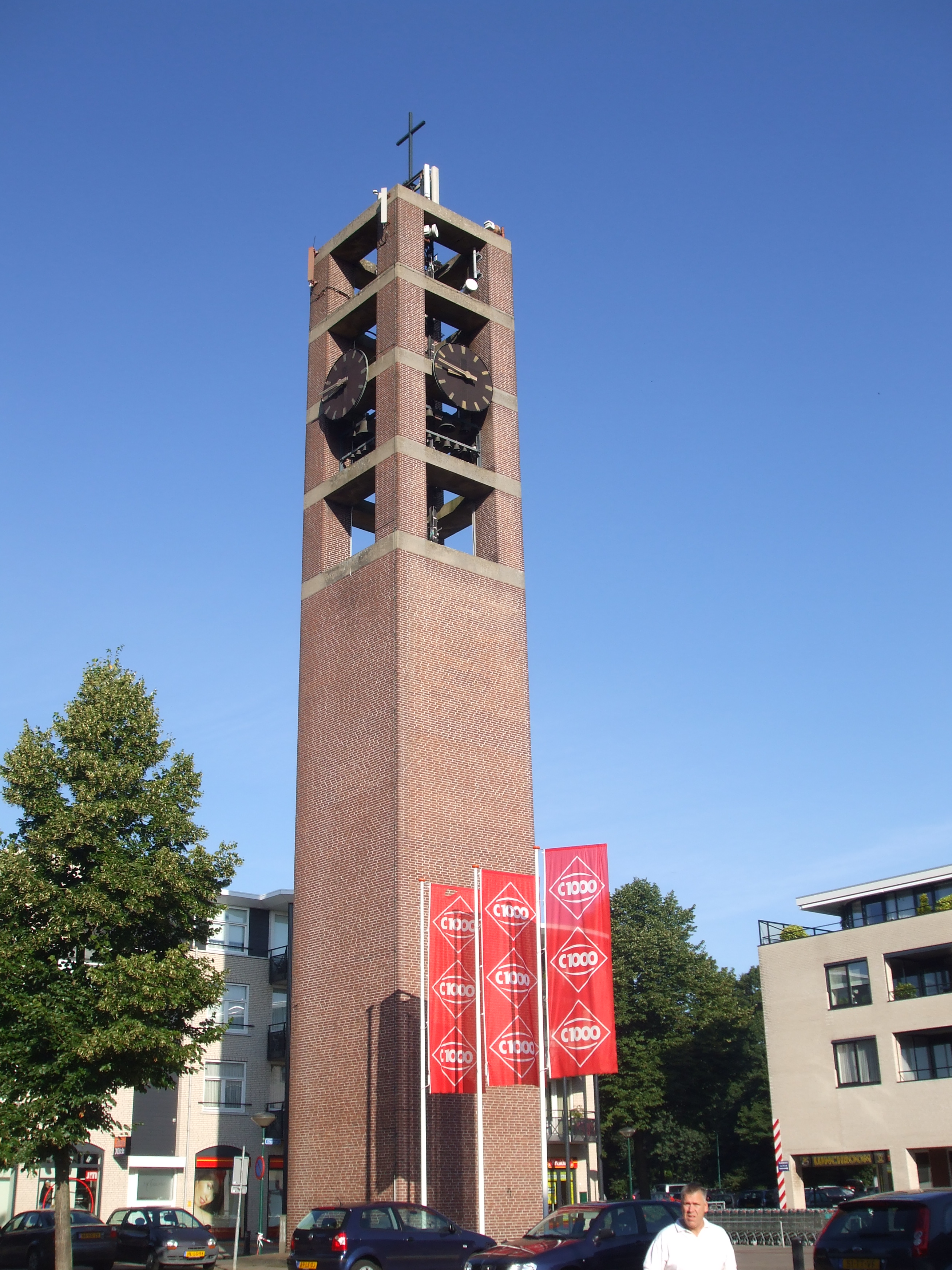
Годинник у Бергейку
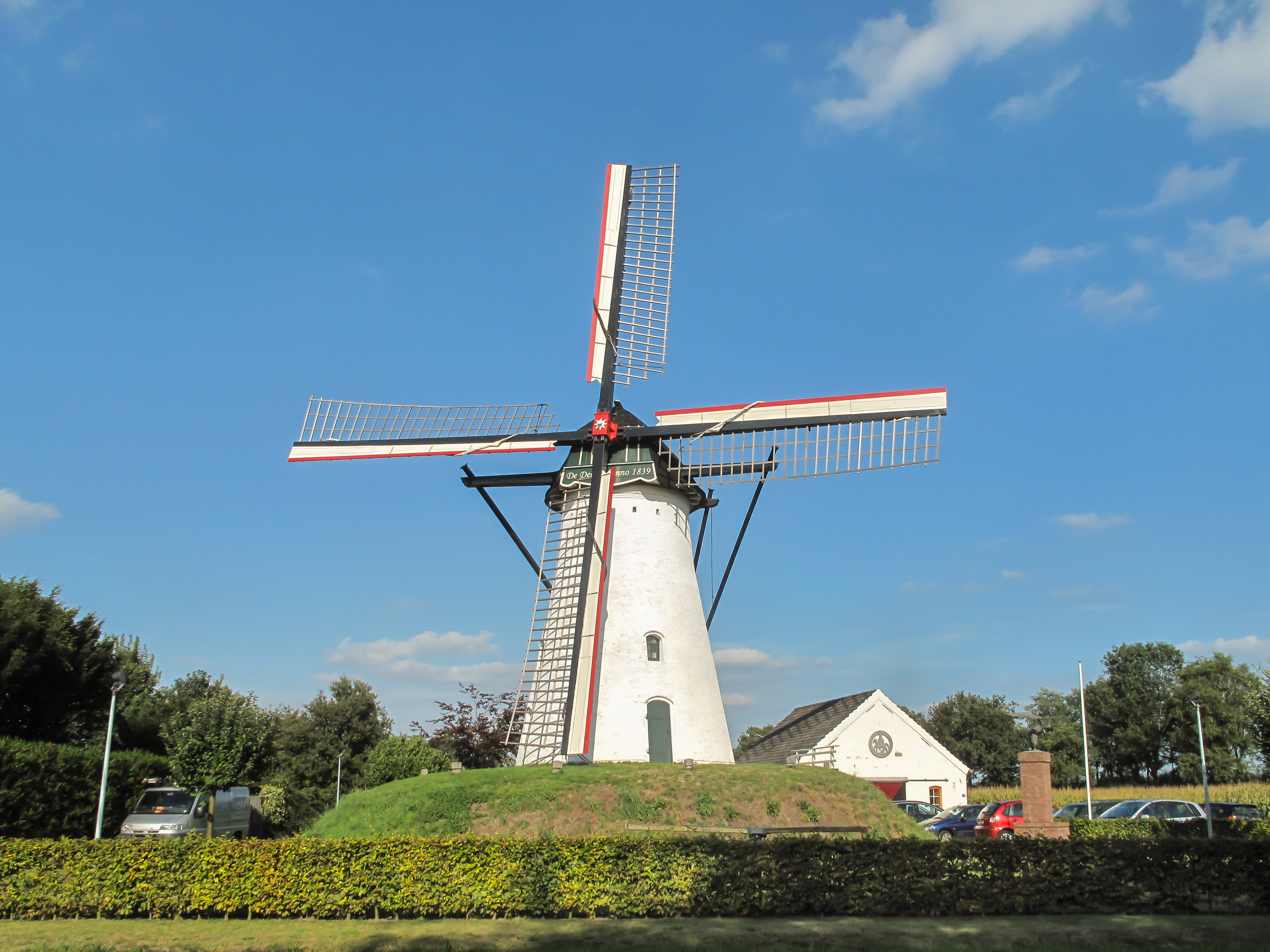
Вітряк De Deen в Люйксгестелі
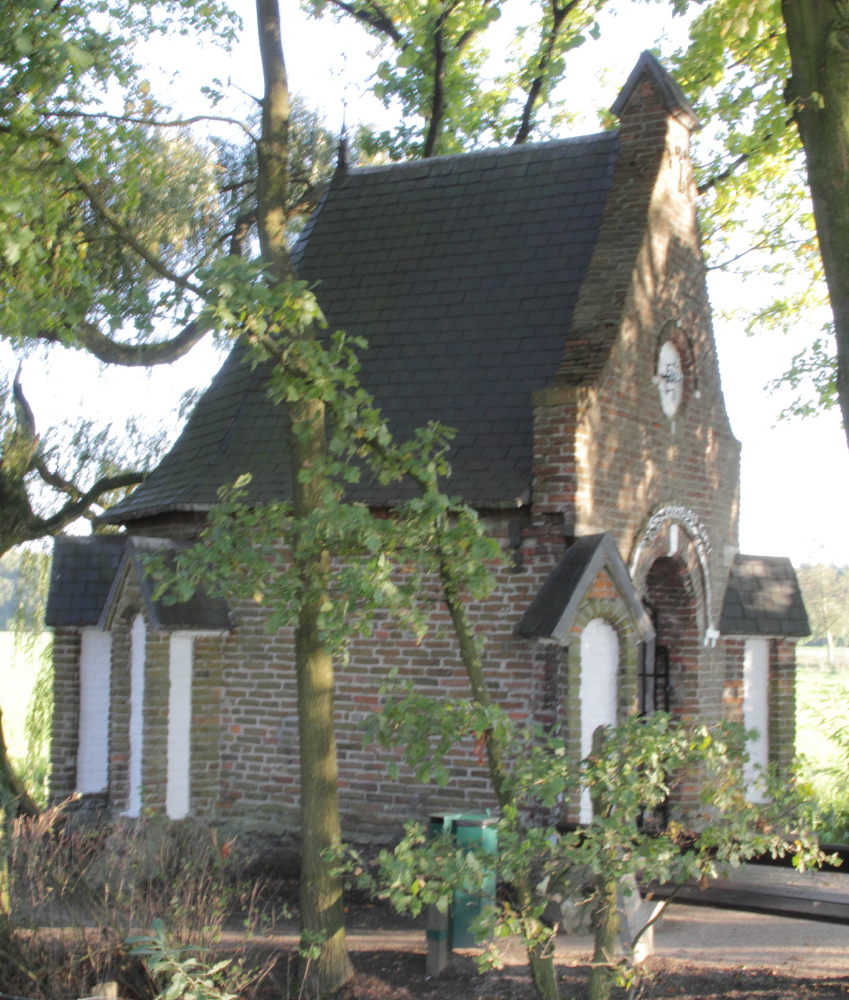
Каплиця у Вестерговені
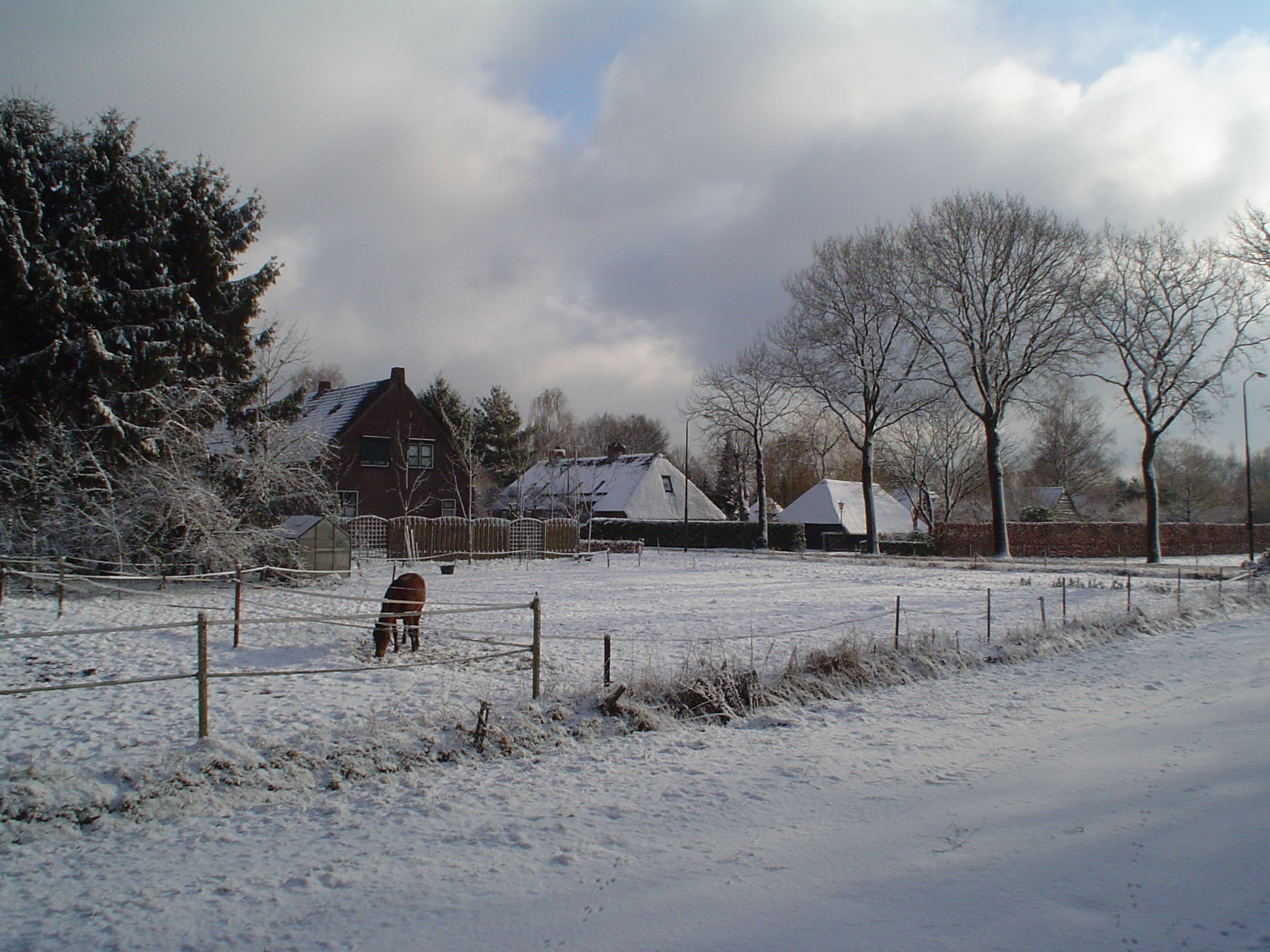
Ферми